# Jadłodzielnia

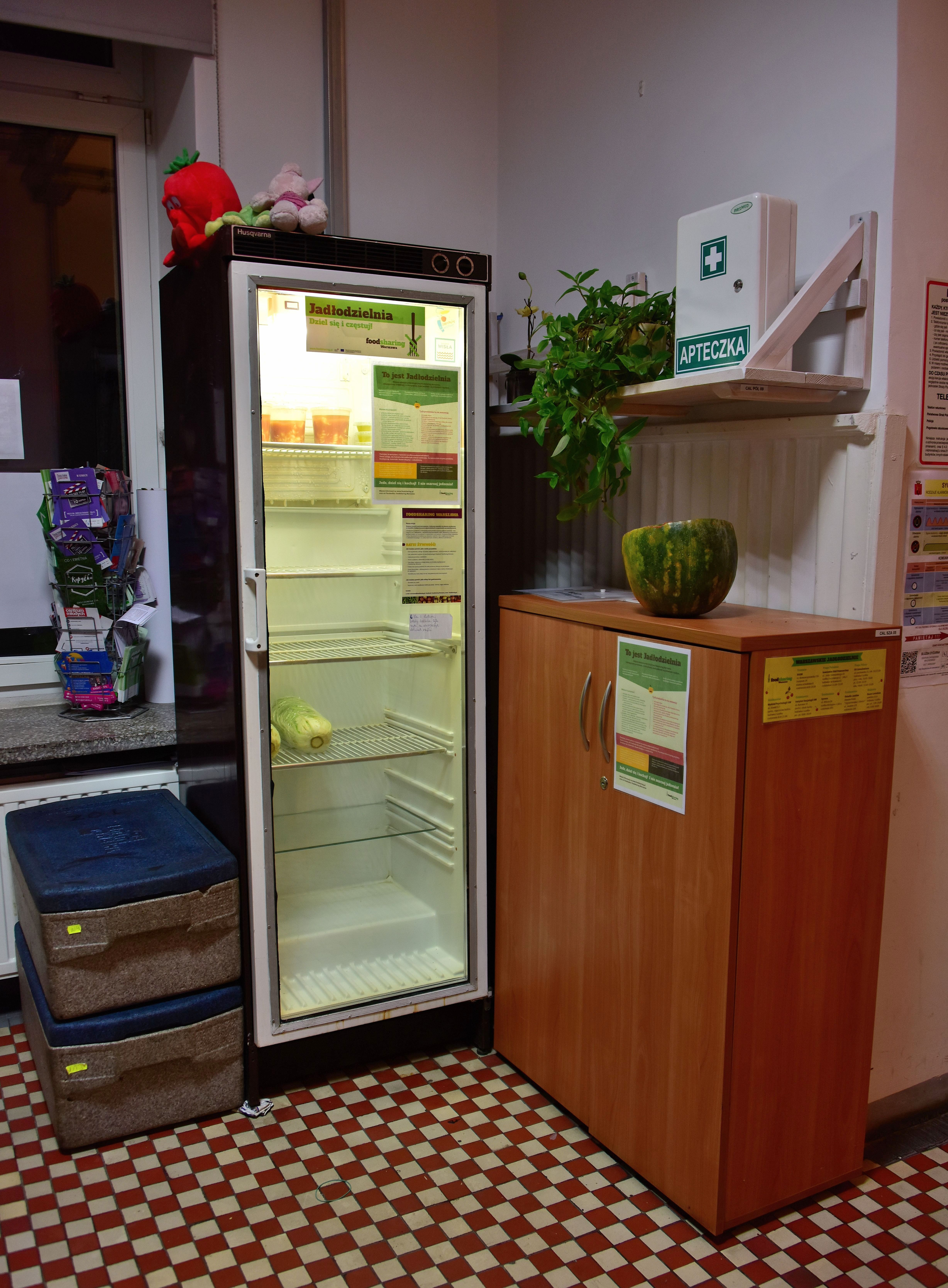
Jadłodzielnia w Centrum Społecznym Paca przy ul. Paca 40 w Warszawie

Jadłodzielnia – punkt służący do nieodpłatnej wymiany żywności pomiędzy użytkownikami w ramach foodsharingu. 

## Opis
W jadłodzielni każdy może przyjść i wziąć z półek lub lodówek żywność, której potrzebuje. W przypadku przynoszonej żywności mogą obowiązywać ograniczenia dotyczące tych produktów, w przypadku których trudno jest określić ich termin przydatności do spożycia (np. surowe mięso, jaja, niepasteryzowane mleko).
W Polsce pierwsza jadłodzielnia powstała w maju 2016 r. w Warszawie, następnie powstały: m.in. w sierpniu w Toruniu i w Krakowie, a w grudniu tego samego roku we Wrocławiu.